# IMT Smile
IMT Smile – słowacki zespół rockowy pochodzący z Preszowa, który w 1992 roku założyli bracia Ivan Tásler i Miroslav Tásler.

## Historia zespołu
Nazwa zespołu pochodzi od inicjałów braci Táslerów. Później dołączył do nich kolega Mira z konserwatorium, Peter Bič (gitara). Po kilku koncertach i nagranych utworach grupa się rozpadła. Swoje pierwsze demo Ivan z Mirem nagrali w 1993 r. Były to ilustrowane muzyką humorystyczne teksty Ľubomíra Feldka. W nagraniach współpracował z Táslerami perkusista Martin Migaš. Kilka miesięcy później Miro Tasler z Peterem Bičem znowu spróbowali wykonać nagrania dwóch utworów zaśpiewanych przez Ivana.
W 1994 r. Robo Grigorov zorganizował konkurs o nazwie RG tip, w którym zespół IMT Smile z piosenkami Pán v saku i Spím zwyciężył. W następnych miesiącach kapela szukała swojego stylu, grała utwory w różnych stylach muzycznych, od rocka przez punk po reggae, zmieniała nazwę – najpierw na Epitaph, a potem na Ruka. W lecie 1995 r. grali dwukrotnie na open festiwalu Marakaňa w Preszowie, raz jako Ruka, a powtórnie jako IMT Smile. Na Rock FM Feste '95 grupa IMT Smile wystąpiła z utworem  Poslali ma fundeloka w składzie:  Ivan i Miro Táslerowie, Martin Migaš, Peter Bič, Martin Tkáčik, Miro Bórik, Marcela Kvašňáková, Jana Bednarčíková, Viera Kollárová.
W lutym 1997 r. zespół dostał od wydawnictwa Škvrna Records ofertę na nagranie albumu. W tym czasie z kapelą zaczęła śpiewać preszowczanka Katka Knechtová. W czerwcu kapela podpisała umowę i w studiu Relax nagrała utwory Nepoznám i Balada. W nagraniach współpracował z nimi Laco Lučenič. Piosenka Nepoznám stała się głównym singlem przygotowywanego albumu, zajmowała wysokie pozycje na listach przebojów i w tamtym czasie była jedną z najczęściej granych w słowackich stacjach radiowych. W lutym 1997 r. otrzymali od Związku Autorów i Wykonawców nagrodę „Odkrycie roku”.
W lutym 1997 r. IMT Smile, wraz z zespołami Prúdy i Olympic, wziął udział we wspólnej, czechosłowackiej trasie. 7 kwietnia kapela IMT Smile w składzie Ivan Tásler, Miro Tásler, Peter Bič, Martin Migaš i Katka Knechtová wydała swój debiutancki album pod tytułem Klik–klak, do którego, oprócz utworu Nepoznám, wychodzi też drugi singiel pod tytułem Vrany.
W 1998 r. z zespołu odchodzą Katka Knechtová i Martin Migaš i w ten sposób powstaje nowa preszowska grupa Peha. Perkusistą zespołu został  Martin Valihora (grywał z Richardem Müllerem oraz Jankiem Ledeckým) i IMT Smile wydaje w 26 października swój następny album Valec, który jest poprzedzony udanym singlem Ľudia nie sú zlí. W styczniu 1999 r. na słowackie listy przebojów trafia jeden z najlepszych hitów z tego albumu Veselá pesnička. W 1999 roku grupa odbyła trasę unplugged, zbierała muzyczne nagrody, wydała reedycję albumu Valec pod tytułem Valec Extra i następnie udała się na trasę koncertową Valec tour '99. W 2000 r. wychodzi album Nech sa páči, a zespół udaje się na następne dwie trasy Nech sa páči i Gambrinus tour 2000, a w następnym roku współpracuje przy albumie 01 z Richardem Müllerem i udaje się z nim na trasę koncertową.

## Skład
- Ivan Tásler – śpiew, gitary
- Miro Tásler – instrumenty klawiszowe, wokal
- Mário Gapa Garbera – alt/sopran/tenor saksofon, klarnet,
- Lukáš "Kolja" Kolivoška  – gitara basowa
- Dano Šoltis – perkusja
- Tomáš Slávik – gitara

## Dyskografia
Albumy studyjne
- Klik-klak (1996)
- Valec (1998)
- Nech sa páči (2000)
- IMT Smile (2003)
- Exotica (2004)
- Niečo s nami je (2006)
- Hlava má sedem otvorov (2008)
- 2010: Odysea dva (2010)
- Rodina (2012)
- Na ceste 1979 (2015)

Albumy koncertowe
- Live (2007)
- 2010: Odysea Live (2010)
- Košice-Bratislava-Live! (2014)

Składanki
- Diamant (2005)
- Best of IMT Smile (2009)
- Universal Komplet Box (2013)
- Bestlove (2014)
- Acoustic Best (2015)

DVD
- Letmý pohľad (2003)